# ديسكوغرافيا كيم تشونغ ها
تتكون تسجيلات المغنية والراقصة ومغنية الراب الكورية الجنوبية كيم تشونغ ها من أربع أسطوانات مطولة وسبع أغنيات فردية وعشرين مقطع فيديو موسيقي.  بالإضافة إلى ذلك ، لدى المغنية تعاونات وموسيقى تصويرية للمسلسلات التلفزيونية.

## ألبومات

### ألبومات فردية
| الأسم    | تفاصيل الألبوم                                          | المرتبة في المخططات | المبيعات                 |
| الأسم    | تفاصيل الألبوم                                          | مخطط غاون للموسيقى  | المبيعات                 |
| -------- | ------------------------------------------------------- | ------------------- | ------------------------ |
| ثاني عشر | - الإصدار: يناير 2, 2019 - الشركة: أم أن إتش إنترتينمنت | 4                   | - كوريا الجنوبية: 10,000 |

## أسطوانة مطولة
| الأسم        | تفاصيل الأسطوانة المطولة                                 | المراتب في المخططات | المراتب في المخططات | المبيعات                 |
| الأسم        | تفاصيل الأسطوانة المطولة                                 | مخطط غاون للموسيقى  | تصنيفات بيلبورد     | المبيعات                 |
| ------------ | -------------------------------------------------------- | ------------------- | ------------------- | ------------------------ |
| هاندز أون مي | - الإصدار: يونيو 7, 2017 - الشركة: أم أن إتش إنترتينمنت  | 8                   | —                   | - كوريا الجنوبية: 10,610 |
| أوفست        | - الإصدار: يناير 17, 2018 - الشركة: أم أن إتش إنترتينمنت | 3                   | 13                  | - كوريا الجنوبية: 13,751 |
| بلومنغ بلو   | - الإصدار: يوليو 18, 2018 - الشركة: أم أن إتش إنترتينمنت | 9                   | —                   | - كوريا الجنوبية: 9,992  |
| مزدهر        | - الإصدار: يونيو 24, 2019 - الشركة: أم أن إتش إنترتينمنت | 6                   | 7                   | - كوريا الجنوبية: 23,308 |

## أغاني فردية

### أغانيها الفردية
| الأسم                              | السنة | الألبوم     |                                      |      |              |
| ---------------------------------- | ----- | ----------- | ------------------------------------ | ---- | ------------ |
| الأسم                              | السنة | الألبوم     | "أسبوع" (월화수목금토일)             | 2017 | هاندز أون مي |
| الأسم                              | السنة | الألبوم     | "لماذا لا تعرف" (Why Don't You Know) | 2017 | هاندز أون مي |
| "السفينة الدوارة" (Roller Coaster) | 2018  | أوفست       |                                      |      |              |
| "أحبك" (Love u)                    | 2018  | بلومنغ بلو  |                                      |      |              |
| "علي الذهاب" (벌써 12시)           | 2019  | ثاني عشر    |                                      |      |              |
| "سنابينغ" (Snapping)               | 2019  | مزدهر       |                                      |      |              |
| "كل شخص لديه" (솔직히 지친다)      | 2020  | نيو.ويف     |                                      |      |              |
| "ابق الليلة" (Stay Tonight)        | 2020  | سيُعلن لاحقاً |                                      |      |              |

### كمغنية تعاونية
| الأغنية            | السنة |                                 |      |
| ------------------ | ----- | ------------------------------- | ---- |
| الأغنية            | السنة | "اجتمع في الردهة" (로비로 모여) | 2017 |
| "لالالا"           |       |                                 | 2017 |
| "جنتي" (LaLaLa)    | 2018  |                                 |      |
| "حي" (My Paradise) | 2019  |                                 |      |
| "علاج" (Live)      | 2019  |                                 |      |
| "كِذبة" (Lie)       | 2020  |                                 |      |